# Sabine Monauni
Sabine Monauni, née le 10 avril 1974 à Feldkirch, est une femme politique liechtensteinoise, membre du Parti progressiste des citoyens (FBP).

## Biographie
Dotée d'une formation de juriste spécialisée en droit européen, Sabine Monauni dirige jusqu'en 2021 la représentation diplomatique de son pays auprès de l'Union européenne. 
Lors des élections législatives liechtensteinoises de 2021, elle est tête de liste pour son parti, le Parti progressiste des citoyens. Sa formation termine à la deuxième place derrière l'Union patriotique et le 25 mars 2021, elle intègre le gouvernement de coalition de Daniel Risch (tête de liste de l'union patriotique) en tant que « vice-chef du gouvernement, ministre de l'Intérieur, de l'Économie et de l'Environnement ».
Le 10 avril 2025, elle est reconduite au sein du gouvernement de Brigitte Haas en tant que vice-cheffe du gouvernement ainsi que ministre des Affaires étrangères, de l'Environnement et de la Culture.